# Mami (film, 2019)
A Mami (eredeti cím: Ma) 2019-ben bemutatott amerikai pszicho-horror, melyet Tate Taylor írt, készített és rendezett. A főszereplők Octavia Spencer, Juliette Lewis, Diana Silvers, Corey Fogelmanis és Luke Evans. Taylor és John Norris mellett a filmet Jason Blum készítette a Blumhouse Productions gyártócéggel.
Az Amerikai Egyesült Államokban 2019. május 31-én mutatta be a Universal Pictures. Magyarországon egy nappal hamarabb, május 30-án került bemutatásra a UIP-Dunafilm forgalmazásában.
A film általánosságban vegyes értékeléseket kapott a kritikusoktól, akik dicsérték Spencer filmbéli teljesítményét, viszont bírálták a tizenéves karaktereket, és megjegyezték, hogy a film nem használta ki teljes mértékben az előnyeit. A Metacritic oldalán a film értékelése 53% a 100-ból, ami 39 véleményen alapul. A Rotten Tomatoeson a Mami 55%-os minősítést kapott, 201 értékelés alapján.  A film világszerte több, mint 61 millió dolláros bevételt gyűjtött össze, amely az 5 milliós büdzséjével szemben jó eredménynek számít.

## Szereplők
(Zárójelben a magyar hangok feltüntetve)
- Octavia Spencer – Sue Ann "Ma" Ellington (Kocsis Mariann)
  - Kyanna Simone Simpson – Sue Ann fiatalon (Sodró Eliza)
- Diana Silvers – Maggie Thompson (Mentes Júlia)
- McKaley Miller – Haley, Maggie barátnője (Staub Viktória)
- Corey Fogelmanis – Andy Hawkins, Maggie barátja (Miller Dávid)
- Juliette Lewis – Erica Thompson (Bertalan Ágnes)
  - Teagan Edsell – Erica fiatalon
- Luke Evans – Ben Hawkins (Király Attila)
  - Andrew Matthew Welch – Ben fiatalon (Rohonyi Barnabás)
- Gianni Paolo – Chaz, Maggie barátja (Ágoston Péter)
- Dante Brown – Darrell, Maggie barátja (Márkus Sándor)
- Missi Pyle – Mercedes, Ben barátnője (Ruttkay Laura)
  - Nicole Carpenter – Mercedes fiatalon
- Tanyell Waivers – Genie Ellington (Schmidt Sára)
- Allison Janney – Dr. Brooks, Sue Ann főnöke (Menszátor Magdolna)
- Dominic Burgess – Stu, Erica munkatársa (Elek Ferenc)
- Heather Marie Pate – Ashley
- Tate Taylor – Grainger tiszt (Nagypál Gábor)
- Victor Turpin – Pietro Kramer
- Margaret Fegan – Stephanie (Rudolf Szonja)

## Megjelenés
A Mami 2019. május 31-én jelent meg. Az első előzetes 2019. február 13-án adták ki.

### Média kiadás
A filmet 2019. szeptember 3-án adták ki a DVD-n és Blu-ray-en.